# Rovó László
Rovó László (Szeged, 1965. január 3. – ) magyar orvos, fül-orr-gégész, egyetemi oktató, 2018-tól a Szegedi Tudományegyetem rektora.

## Pályafutása
A Ságvári Endre Gyakorló Gimnáziumban érettségizett, majd a Szent-Györgyi Albert Orvostudományi Egyetem Általános Orvosi Karán diplomázott „summa cum laude” minősítéssel, 1989-ben. A fül-orr-gégegyógyászat szakvizsgáját 1993-ban végezte el. 2001-ben az audiológus, 2006-ban foniátriai szakvizsgát szerzett. Diplomaszerzésétől a szegedi klinikán dolgozott, ahol rektorként is a fül-orr-gégészeti klinika vezetője maradt.
Áder János 2018. április 23-án kelt határozatával Szabó Gábor utódjaként 2018. július 1-től 2022. június 30-ig a Szegedi Tudományegyetem rektora.

## Forrás
- Bod Péter:  A hálás kinevezett: Rovó László, a Szegedi Tudományegyetem rektorának pályaképe.  Magyar Narancs,  XXXIII. évf.  17. sz. (2020. április 29.)   11–14. o.